# La chiave del 20
| Recensione | Giudizio |
| ---------- | -------- |
| Rumore     |          |

La chiave del 20 è un concept album composto e suonato da Eterea Post Bong Band e Uochi Toki, registrato e prodotto dal Fiscerprais Studio di Alessandria e pubblicato nel 2007 dalla Wallace Records. È stato considerato dal PIMI uno dei migliori venti dischi indipendenti del 2007.

## Il progetto
I due gruppi si sono conosciuti in occasione di un concerto in cui gli Eterea Post Bong Band avrebbero dovuto suonare con gli OvO, gruppo che all'ultimo minuto si tirò indietro, lasciando così il posto agli Uochi Toki. All'inizio i due gruppi avevano in mente di realizzare uno split album, poi però optarono per un concept album.

## Temi del disco
La Chiave Del 20 si ispira a un'esperienza vissuta dai sei componenti delle due band (più un misterioso settimo di nome Fele, che era anche il soprannome di un componente originario degli Uochi Toki) che entrano di soppiatto in una lussuosa discoteca, scassinandone l'entrata posteriore con l'attrezzo che dà il nome all'album. Si tratta quindi di un concept sulla discoteca, trattata da prospettive differenti, dove gli stili dei due gruppi si alternano, si incontrano e si influenzano a vicenda.

## La storia
L'album si apre, quasi a volerne sottolineare lo spirito, con un vero e proprio trailer cinematografico che funge da manifesto di intenti. Sono poi agli Eterea Post Bong Band ad aprire le danze (letteralmente) con Scle-dance, il pezzo che, con un'ironica performance vocale, ambienta subito l'azione all'interno di una parodistica discoteca. Successivamente, come nell'Odissea, viene narrato un flashback per permettere agli ascoltatori di comprendere come i protagonisti siano arrivati in quella discoteca. Rotta Per Causa Di Egon è la comica spiegazione, firmata Uochi Toki, di come sia nata la storia che porta a un trionfale, in quanto abusivo, ingresso al locale, con i cori tipici dell'ambiente che caratterizzano Brus Bros (Eterea Post Bong Band). In da Club dà sfogo ai virtuosismi metrico-intellettuali firmati Uochi Toki ("...ciao ragazza / tra i miei fan c'è Caparezza / ti andrebbe di fare la sostituta della mia mano destra?") che si chiudono con una bestemmia per il ritrovamento di venti euro, grazie ai quali gli anti-eroi possono degustare del kebab sulle complesse partiture di Babèk (Eterea Post Bong Band), in cui fa capolino un theremin ricreato con la voce da Gigi Funcis, che sostituisce l'originale suonato da Megahertz (già al lavoro con Morgan) ma perduto in maniera rocambolesca. Dal Club Alla Strada (Uochi Toki) è il momento intimista del ritorno, sublimato immediatamente dopo dall'omaggio a David Lynch Bada Ai Lamenti (Eterea Post Bong Band) che descrive delicatamente il sonno. La traccia finale è La Colazione Coi Campioni, energico racconto del risveglio firmato Uochi Toki.

## Curiosità
- La voce del trailer iniziale è di LeleSD degli Eterea Post Bong Band, mentre la musica è di Gigi Funcis.
- Il vocalist di Scle-dance è un'imitazione fatta da Rico degli Uochi Toki del vero vocalist Franchino, suggerito dagli Eterea Post Bong Band.
- I protagonisti, nel momento della proposta di Egon, stanno giocando al videogame per Nintendo 8 bit Faxanadu.
- Per promuovere il disco, Uochi Toki ed Eterea hanno comprato mezza pagina su Rumore annunciando fantomatiche copie omaggio dell'album. In realtà dalle demenziali clausole in calce si capiva che era una presa in giro (tra le varie: sono esclusi dal concorso i fan degli U2). Gli Eterea hanno inoltre improvvisato concerti di 45 secondi davanti ai baracchini che vendono panini e kebab, chiamando la performance Operazione Salsa Bianca[4], dal nome di uno skit dell'album.
- Gli intermezzi della storia sono stati registrati con il microfono di una telecamera per rendere l'idea del film. Dato il basso budget a disposizione del disco, gli artisti hanno comprato il cavo per il riversaggio video e, una volta importato l'audio, hanno riportato il prodotto in negozio sostenendo di aver commesso un errore, e risparmiando così 35 euro[5].
- Bada Ai Lamenti è l'unica traccia del disco registrata non ad Alessandria da Rico ma a Schio da Gigi Funcis. Si tratta di un'improvvisazione degli Eterea Post Bong Band dedicata al compositore Angelo Badalamenti, collaboratore di David Lynch e scrittore del tema di I segreti di Twin Peaks.
- Alcuni membri delle due band, sempre nel 2007, hanno organizzato e recitato in un progetto chiamato The Transervolo Connection[6], ambientato sempre in una discoteca e prodotto dal Circuito Off, festival internazionale dei cortometraggi, sotto la regia di Gigi Funcis e Radioscarico.

## Tracce
1. Trailer (EPPB/UT)
2. Scle-dance (EPPB)
3. In medias Res (EPPB/UT)
4. Rotta per causa di Egon (UT)
5. La chiave del 20 (EPPB/UT)
6. Brus Bros (EPPB)
7. In Da Club (UT)
8. Salsa bianca (EPPB/UT)
9. Babèk (Ketama Beat) (EPPB)
10. Dal club alla strada (UT)
11. Scle-trance (Bada ai lamenti) (EPPB)
12. La colazione coi campioni (UT)

## Formazione

### Uochi Toki
- Matteo "Napo" Palma - voce
- Riccardo "Rico" Gamondi - basi

### Eterea Post Bong Band
- Luigi Amerigo 'Gigi Funcis' Dalle Carbonare - tastiere, beats, campioni, voce
- Emanuele 'LeleSD' Polga - chitarra, basso, synth, voce
- Paolo 'Pol de Lay' Zattara - chitarra, feedback
- Daniele 'Rigon' Rigon - batteria, percussioni